# لاندل
لاندل (به آلمانی: Landl) یک منطقهٔ مسکونی در اتریش است که در ناحیه لیتسن واقع شده‌است. لاندل ۱۰۴٫۳ کیلومتر مربع مساحت دارد ۵۲۰ متر بالاتر از سطح دریا واقع شده‌است.